# Rumyancho Goranov
Rumyancho Goranov   (Pleven, 17 de març de 1950) és un exfutbolista búlgar de la dècada de 1970.
Fou 34 cops internacional amb la selecció búlgara, amb la qual participà en la Copa del Món de Futbol de 1974.
Pel que fa a clubs, defensà els colors de Lokomotiv Sofia com a principal club.

## Referències

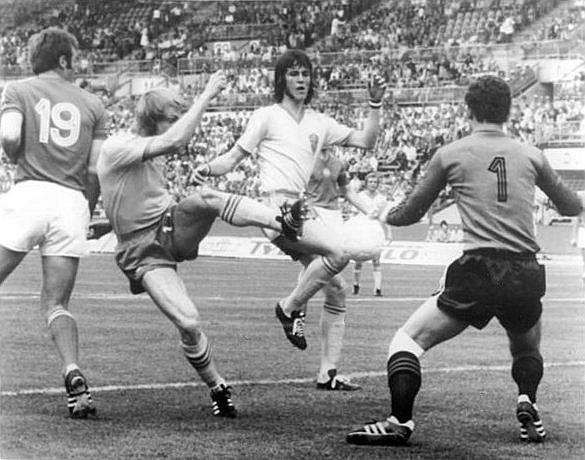
Goranov en acció davant Suècia.